# Kokos właściwy

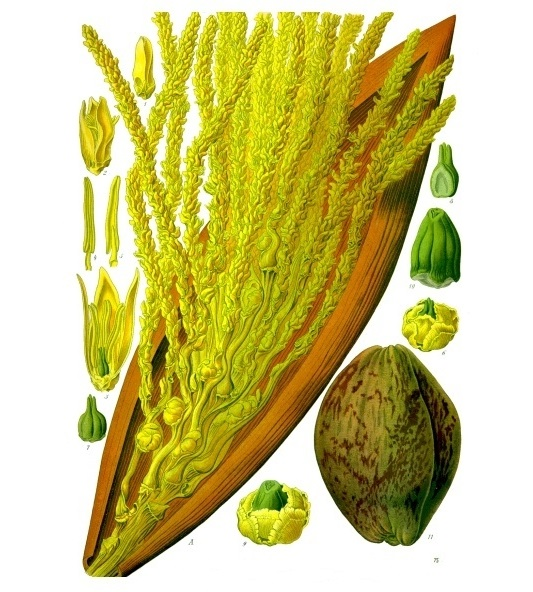

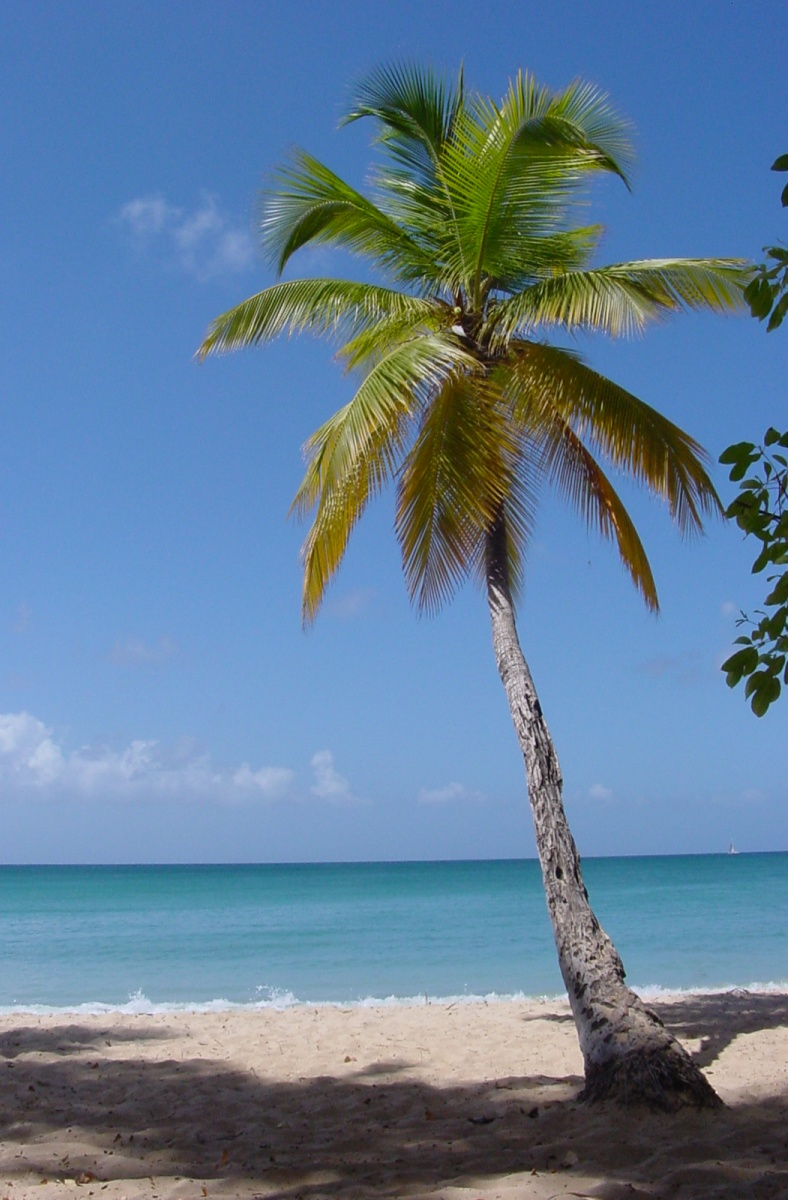
Palma kokosowa na Martynice

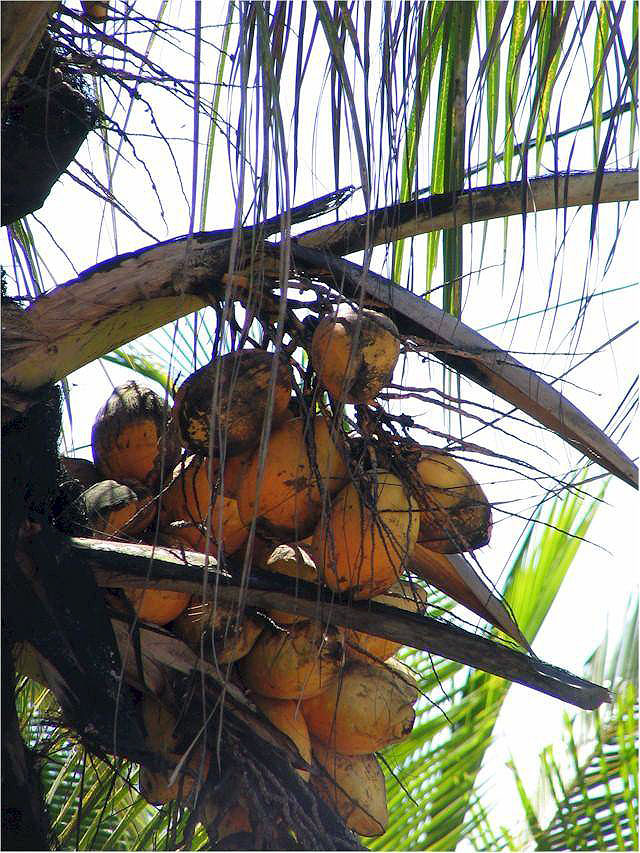
Owoce kokosa właściwego

Kokos właściwy, palma kokosowa, kokosowiec, kokosowiec właściwy (Cocos nucifera L.) – gatunek z monotypowego rodzaju kokos (Cocos L.), należącego do rodziny arekowatych. Pochodzenie palmy kokosowej nie jest pewne. Najbliżej spokrewnione z nią rodzaje występują w tropikach Ameryki Południowej i Środkowej. Za ojczyznę palmy kokosowej zwykle uznaje się jednak albo południowo-wschodnią Azję, albo rejon Wielkiej Rafy Koralowej. Współcześnie jest gatunkiem rozpowszechnionym w całej strefie międzyzwrotnikowej. Jest uprawiana i dziczeje zwykle wzdłuż wybrzeży, rzadko pojawia się w wyższych położeniach do ok. 1000 m n.p.m.
Nazwa palmy kokosowej w sanskrycie to kalpa wryksza, co tłumaczy się jako „drzewo, które zaspokaja wszystkie potrzeby życia”. W języku malajskim nazywa się pokok seribu guna, „drzewo o tysiącu zastosowań”. Gatunek w istocie jest bardzo ważną rośliną użytkową o różnorakich zastosowaniach.

## Morfologia
PieńPojedynczy, często pochyły, osiąga zwykle do 20 m wysokości i 30 cm średnicy.
LiścieSkupione zwykle w liczbie 25–30 w koronę na szczycie pnia. Liście są pojedynczo pierzaste, z listkami (w liczbie ok. 100) wyrastającymi w regularnych odstępach i rozłożonymi płasko po obu stronach osi liścia. Listki są równowąskie i jednożyłkowe. Pochwy liściowe są otwarte i mocno włókniste.
KwiatyJednopłciowe, wyrastają trójkami, w których okazały kwiat żeński znajduje się w środku i sąsiaduje z kwiatami męskimi po bokach. Trójki kwiatów rozwijają się u nasady rozgałęzień kwiatostanu. Całe kwiatostany pojedynczo rozgałęzione wsparte są dwiema podsadkami. Wyrastają między liśćmi.
OwoceOwoc palmy kokosowej jest jednonasiennym pestkowcem, zrośniętym z trzech owocolistków. Owocnia składa się ze stosunkowo cienkiego egzokarpu (skórki), mezokarpu stanowiącego grubą warstwę brązowych włókien (tzw. koira) i zdrewniałego endokarpu tworzącego pestkę (tzw. orzech kokosowy), w której znajduje się pojedyncze nasiono. U podstawy owocu znajdują się trzy otwory kiełkowe, ale tylko jeden pokryty jest tak miękką skorupą, że może się przez nią przebić kiełkujący pęd. Wewnętrzną ścianę nasienia wyścieła gruba warstwa stałego bielma, po wysuszeniu nazywana koprą. Wnętrze nasienia wypełnia płynna postać bielma – woda kokosowa.

## Biologia i ekologia
- Owoce palmy kokosowej ważą do 2,5 kg. Mają zdolność utrzymywania się na powierzchni wody i są łatwo przenoszone przez morskie prądy (hydrochoria) na znaczne odległości.
- Wymagania: Piaszczyste, słone plaże. Roślina światłolubna. Regularne opady (75–100 cm rocznie). Dla optymalnego wzrostu potrzebuje dużej wilgotności (70–80%) i średnich dziennych temperatur powyżej 12–13 °C w każdy dzień roku. Toleruje niektóre zmiany sezonowe, z dobrym wzrostem, kiedy letnie temperatury wynoszą pomiędzy 28 a 37 °C, a przetrwać może tak długo, jak długo w zimie temperatury wynoszą powyżej 4 °C; przeżywa krótki spadek do 0 °C. Mróz jest zazwyczaj dla niej zabójczy, choć były znane przypadki przetrwania pomimo temperatury –4 °C[8]. Na obszarach o niedostatecznej ilości ciepła, takich jak Bermudy, może ona rosnąć, ale nie wydaje owoców. Głównym czynnikiem ograniczającym wzrost palm kokosowych na obszarach, które spełniają wymogi opadów i temperatury, jest zbytnie zacienienie.

## Systematyka
Pozycja systematyczna według Angiosperm Phylogeny Website (2001...)
Należy do rodziny arekowatych (Arecaceae), rzędu arekowce (Arecales), kladu jednoliścienne (monocots) w obrębie kladu okrytonasiennych.
W obrębie arekowatych należy do podrodziny Arecoideae, plemienia Cocoeae i podplemienia Butiinae.
Pozycja w systemie Reveala (1993–1999)
Gromada okrytonasienne (Magnoliophyta Cronquist), podgromada Magnoliophytina, klasa jednoliścienne (Liliopsida Brongn.), podklasa liliowe (Liliidae J.H. Schaffn.), podklasa arekowe (Arecidae Takht.), nadrząd Arecanae Takht., rząd arekowce (Arecales Bromhead), rodzina arekowate (Arecaceae Schultz Sch.), podrodzina Cocosoideae Beilschm., plemię Cocoseae Mart. ex Dumort., podplemię Cocosinae Benth. & Hook.f., rodzaj kokos (Cocos L.).

## Zastosowanie
Wszystkie części palmy kokosowej są użyteczne. Z jednego drzewa można uzyskać do 75 „orzechów” rocznie.
Owoc zawiera dużo nasyconych kwasów tłuszczowych i cukrów oraz stanowi bogate źródło żelaza i witaminy C, jak i potasu.
Kopra zawiera do 70% tłuszczu, 14% cukrów i 7% białka. W 100 g orzecha kokosu właściwego znajduje się duża ilość kwasu laurynowego (15,3 g), jak również występuje 5,06 g kwasu mirystynowego. Orzechy bogate są w naturalne aminokwasy.
| Aminokwasy (w 100 g) |
| --- |
| izoleucyna – 121 mg leucyna – 233 mg lizyna – 140 mg fenyloalanina – 158 mg walina – 186 mg arginina – 513 mg alanina – 158 mg kwas asparaginowy – 308 mg kwas glutaminowy – 708 mg glicyna – 149 mg prolina – 130 mg seryna 158 mg |

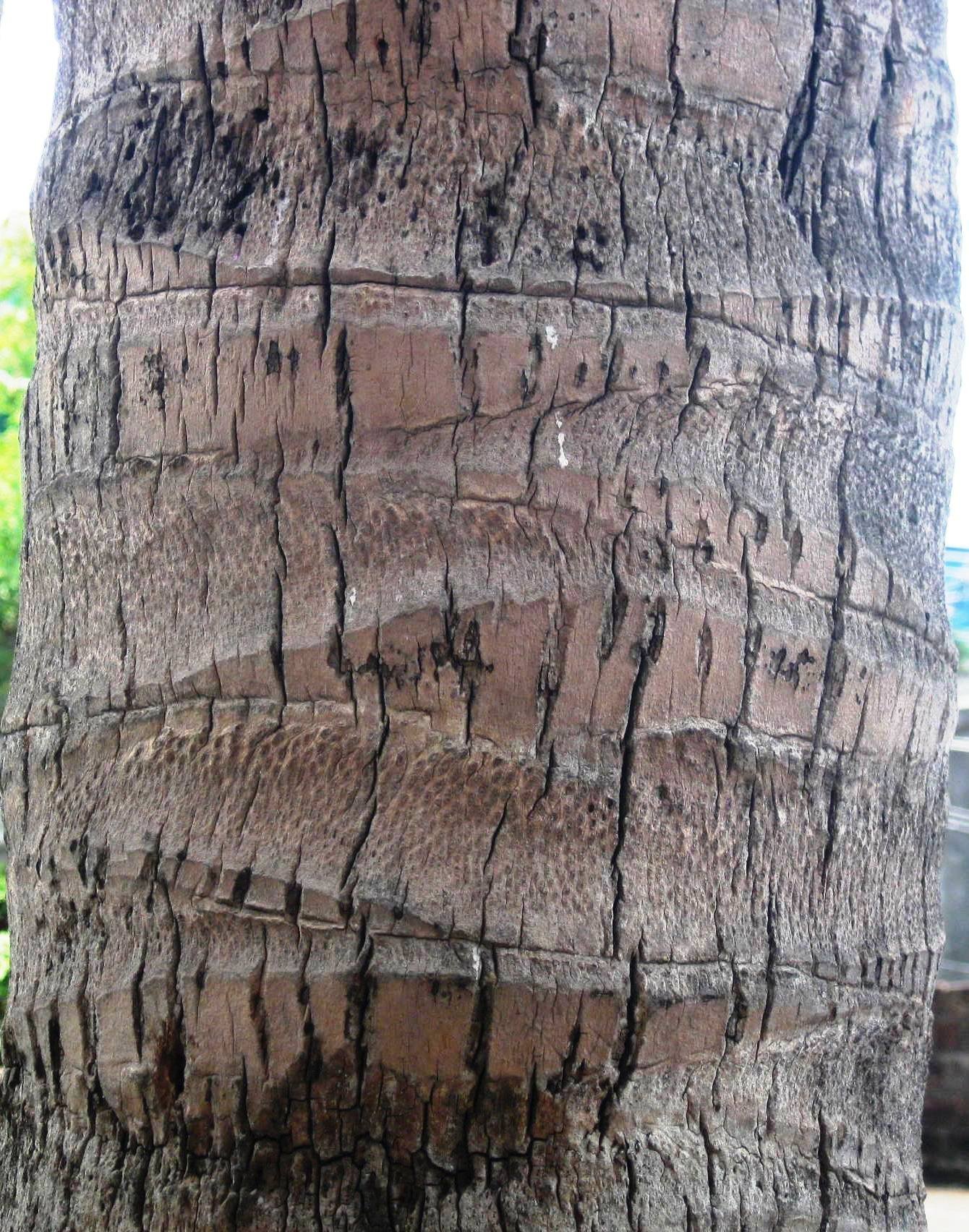
Pień palmy kokosowej

Miąższ orzecha jest biały i mięsisty, jadalny na surowo lub wysuszony po ugotowaniu. Starty na wiórki używany jest w cukiernictwie. W Azji używany jest do produkcji dżemu kokosowego. Używa się go również przy produkcji kosmetyków – wygładza i rozjaśnia skórę. Wnętrze młodego orzecha kokosowego wypełnia przezroczysty płyn, tzw. „woda kokosowa”, która używana jest jako napój chłodzący i izotoniczny ze względu na dużą zawartość elektrolitów oraz po fermentacji do wyrobu galaretowatego deseru nata de coco. Dobrze gasi pragnienie. Podaje się ją także w przypadkach biegunki, wymiotów i problemów żołądkowych. Dojrzałe owoce mają znacznie mniej płynu niż młode okazy. Woda orzecha kokosowego jest zbliżona do osocza krwi i może być używana w awaryjnych przypadkach jako dożylne uwodnienie płynne, kiedy brak innego płynu. Jest bogata w potas, wapń i chlorki. Woda jest sterylna aż do chwili kiedy orzech kokosowy zostanie otwarty (chyba że jest popsuty). Kopra jest wysuszonym miąższem, stosowanym jako składnik ciast. Można z niego wytłoczyć gorszej jakości olej kokosowy. Skorupy orzechów mogą być używane jako paliwo i są dobrym źródłem węgla drzewnego. Połówki skorupy orzecha kokosowego są używane w teatrach i przy udźwiękowieniach filmów. Uderzanie ich o siebie imituje tętent końskich kopyt. Wysuszone połówki skorupy orzecha kokosowego są używane do polerowania podłóg. Wydrążone skorupy orzecha kokosowego są używane w domowej hodowli zwierząt jako domki dla gryzoni i małych ptaków, albo elementy ozdobne w akwariach z rybkami.
Mleko orzecha kokosowego lub „mleko palmowe”, zawierające w przybliżeniu 17% tłuszczu, wytwarza się przecierając utarty miąższ orzechów kokosowych z gorącą wodą albo gorącym mlekiem, które wyciąga olej i aromatyczne związki z włókien. Używa się go do drinków, jest też składnikiem kuchni tajskiej i indyjskiej. Śmietanka orzecha kokosowego zbiera się na powierzchni ochłodzonego mleka orzecha kokosowego. Można z niej uzyskać wysokiej jakości olej kokosowy. Pozostałe po ekstrakcji oleju włókniste wytłoki zawierają około 20% białka i stanowią doskonałą paszę dla zwierząt hodowlanych.
Z soku z naciętych kwiatostanów orzecha kokosowego robi się wino palmowe, zwane na Filipinach tuba, a południowych Indiach kallu. Młode listki są jadane na surowo, gotowane lub marynowane jako jarzyna (tzw. kapusta palmowa). Pąk szczytowy kłodziny zwany sercem palmy – białawy pęd o długości 30–40 cm, jest rzadkim delikatnym przysmakiem, bez niego roślina obumiera. Serca palmy są zjadane w sałatce, zwanej czasami „sałatką milionera”. Z włókna kokosowego wytwarza się liny, pędzle, szczotki, maty zastępujące dywany, uszczelnia się nim łodzie. Jest też używane szeroko w ogrodnictwie do robienia kompostu jako substytut torfu.
Kłodzinę palmy kokosowej wykorzystuje się w budownictwie i rzeźbiarstwie. Liście służą do wyrobu koszy i przykrywania dachów, budowy płotów czy ścian budynków. Mieszkańcy Hawajów wydrążali pnie aby robić bębny, pojemniki, lub nawet małe kajaki. Drewna używa się do budowy mebli i, z uwagi na wytrzymałość, kładek. Z korzeni przyrządza się farbę, płyn do płukania ust i lek przeciw dyzenterii. Zgniecionych w miotełkę używa się do mycia zębów.

## Przodujący producenci i importerzy orzechów palmy kokosowej
W produkcji towarowej kokosów przodują wyspy Azji Południowo-Wschodniej. Największym producentem są Filipiny: 2,1 mln t - ponad 40% światowej rocznej produkcji, która wynosi 5,2 mln t kopry. Kolejnym producentem jest Indonezja - ponad 21% produkcji światowej, dalej Indie (0,7 mln t), Sri Lanka, Malezja i Nowa Gwinea. Oprócz tych krajów, poważniejszymi producentami wśród wysp Pacyfiku są: Wyspy Salomona, Nowe Hebrydy, Fidżi oraz Polinezja Francuska. W Ameryce najważniejszym producentem jest Meksyk, produkujący rocznie 0,2 mln t. Filipiny eksportują koprę głównie do Stanów Zjednoczonych; Indonezja, Malezja, Sri Lanka i wyspy Pacyfiku - do zachodniej Europy. Część produkcji Sri Lanki i Malezji jest eksportowana do Indii i Pakistanu. Palma kokosowa jest obecnie najważniejszym źródłem oleju roślinnego pod względem produkcji, a także eksportu.

## Znaczenie w kulcie hinduistycznym
Orzechy kokosowe (hindi नारियल) wykorzystywane są w rytuałach wedyjskich, jak również w nowożytnych postaciach kultu hinduistycznego. Stanowią również, pojedynczo, jak i z innym pożywieniem, dary przynoszone dla pobłogosławienia do świątyń. W kultach saptasindhawy stanowią ofiarę, którą Hindusi wrzucają w nurt rzeki. Ofiara orzecha kokosowego bywa postrzegana jako ofiara (będąca substytutem) ludzkiej głowy.